# 墨西哥鱂
墨西哥鱂為輻鰭魚綱鯉齒目鯉齒亞目鯉齒鱂科鱂屬的其中一種，該物種分布於中美洲墨西哥Río San Juan流域，體長可達7.5公分，棲息在中底層水域，已滅絕。

## 擴展閱讀
維基物種上的相關：墨西哥鱂